# Katedra Wniebowzięcia Najświętszej Maryi Panny i św. Michała Archanioła w Vácu
Katedra Wniebowzięcia Najświętszej Maryi Panny i św. Michała Archanioła w Vácu (węg. Váci székesegyház) – główna świątynia rzymskokatolickiej diecezji vácskiej na Węgrzech. Mieści się w Vácu, przy placu Konstantin tér.
Katedra zaprojektowana przez Isidore’a Canevale z Francji i ukończona w 1777, została zbudowana w neoklasycystycznym stylu, który nie uzyskał powszechnej akceptacji na Węgrzech do następnego wieku. Fasada katedry chwali się sześcioma, olbrzymimi kolumnami korynckimi, zwieńczonymi ogromnymi posągami wykonanymi przez Joszefa Becherta. Wewnątrz, kopuła katedry i freski ołtarza zostały namalowane przez Franza Antona Maulbertscha. Biskup Kristof Migazzi miał fresk ołtarza „Spotkanie Maryi i Elżbiety” przykryć cegłami dla pozoru; ponieważ sprzeciwił się przedstawieniu Maryi w ciąży. Fresk później został wykryty podczas prac restauracyjnych w latach 40. XX wieku.